# 만화로 보는 그리스 로마 신화
《만화로 보는 그리스 로마 신화》는 대한민국의 신화 만화로, 가나출판사가 발행하였다. 1권부터 18권까지는 홍은영이 그렸으며, 홍은영과 가나출판사의 분쟁으로 작가가 교체되어 19권과 20권은 서영수 작가가 그렸다. 책 표지에는 서영이라고 표기되었다. 이후, 출판사는 1권부터 다시 서영수 작가가 그린 만화를 발행하였다. 홍은영은 마므레북에서 《홍은영의 그리스 로마 신화》를 독자적으로 발행하기 시작하였다. 2002년, 텔레비전 애니메이션화가 결정되어 《올림포스 가디언》이라는 이름으로 방영되었다.